# Парк Победы (Киров)
Парк Победы — мемориальный парк в честь Победы в Великой Отечественной войне в Кирове. Является центром одноимённого микрорайона города.

## История
Парковая зона лежит на территории бывшей деревни Пахомьево. Записи о деревне начинаются с 1615 года, где она обозначена как Пахомовская Лазорева. А. Л. Мусихин относит её название к имени её владельца — Пахомию Лазареву, одному из вятских воевод, которого потребовали выдать московские воеводы после взятия Вятки в 1489 году.
В начале XVII века деревня имела 9 дворов и довольно большой размер угодий: 90 гектар доброй пахотной земли и 15 гектар сенных покосов.
В начале XVIII века деревня в своём названии теряет вторую часть и именуется просто — «Пахомовская».

По сведениям 1859–1875 годов из Списка населённых мест Вятской губернии, в деревне было 25 дворов. В начале XX века вновь меняет название на «Пахомьево».

Постановка стелы

В годы Великой Отечественной войны здесь проходили обучение солдаты перед отправлением на фронт. В состав города деревня была включена в 1957 году.
Из архивов исполкома Кировского горсовета становится известно о решении в 1961 году «выделить Кировской ТЭЦ-4 для строительства районного парка земельный участок в западной части г. Кирова южнее слободы Пахомьево общей площадью 16.5 га...». Создание проекта парка в 1965 году было поручено ТЭЦ-4. Предусматривалось проектирование парка в две стадии. Сначала предполагалось благоустройство подъездов к парку, его основных аллей и создание живой изгороди по контуру парка. В качестве зеленых насаждений было запланировано использовать липы, клен, тополь, боярышник и березу. Хвойные породы предполагались для точечного насаждения. Предусматривалось разместить Дом культуры по ул. Ломоносова, парковый кафетерия по оси ул. Кольцова, читальный, бильярдный, выставочный павильоны, танцплощадку, зеленый театр, детский уголок, спортивный сектор и сектор с аттракционами.

В дальнейшем, в течение 1970-х, 1980-х годов постепенно происходило благоустройство парка, посадка деревьев и кустарников, был поставлен обелиск Комсомольской славы. В 1984 году строительство парка было завершено заложением аллеи боевой и трудовой славы кировчан.

Посадка деревьев сотрудниками Кировского текстильного комбината
Деревянная крепость

Памятник Григорию Булатову

В 2007 году у обелиска был оборудован Вечный огонь, который ежегодно зажигается в памятную дату. Рядом со стелой была установлена военная техника в память о принимавших участие в боевых действиях на Северном Кавказе жителях города. В 2010 году в парке был установлен барельеф в честь кировчанина, который первый установил советское знамя над поверженным Рейхстагом — Григория Булатова.